# Бозон (граф Арлю)
Бозон I (фр. Boson; 820/825—874/878) — граф Арлю в 870—874/878 роках. За загальною нумерацією Бозон II.

## Життєпис
Старший син Бозона Старшого. Після смерті батька успадкував його володіння та вплив в Арльському Провансі. Можливо першим закріпив за родиною графство Арльське, яке стало спадковим. Разом з тим є згадка, що він мав графство в королівстві Італія або був графом Валуа. Втім достеменного підтвердження цьому немає.
З 855 року разом із братом Гукбертом стає наближеним сановником Лотаря II, короля Лотарингії, який одружився з їхньою сестрою Теутберзі. З 862 року після того, як їх швагро-король оголосив про розлучення з Теутбергою Бозон, ймовірно, зберіг вплив при дворі, на відміну від брата Гукберта.
Був одружений з Енгельтрудою (Інгельтрудою), донькою Манфреда I, графа Орлеану. В цьому шлюбі народилося 2 доньки. 866 року через подружню зраду Бозон розлучився з дружиною. В 870 році сприяв оголошенню Карла II, короля Західнофранкської держави, королем Лотарингії. Після цього отримав графство Арлю.
Помер 874 або 878 року. Його доньки після цього судилися із родичем з материнського боку Готфрідом, що не визнавав законність їх спадку. На користь доньок Бозона виступив папа римський Іван VIII. Графство Арль успадкував його небіж Теобальд.